# 東萊駅 (釜山交通公社)
東萊駅（トンネえき）は、大韓民国釜山広域市東萊区明倫洞・温泉洞にある、釜山交通公社の駅。「韓国健康管理協会」を副駅名としている。
釜山交通公社の1号線と4号線が乗り入れ、接続駅となっている。1号線は当駅から久瑞駅まで高架区間となる。駅番号は1号線が125、4号線が402。

## 歴史
- 1985年7月19日 - 1号線の駅として開業。
- 2011年3月30日 - 4号線が開業し、1号線との接続駅となる[1]。

## 駅構造
1号線は高架駅、4号線は地下駅である。両線とも相対式ホーム2面2線で、フルスクリーンタイプのホームドアが設置されている。出入口は8箇所に設けられている。

### のりば
| 上り | 1号線 | 多大浦海水浴場方面 |
| 下り | 1号線 | 老圃方面           |
| 上り | 4号線 | 美南方面           |
| 下り | 4号線 | 安平方面           |

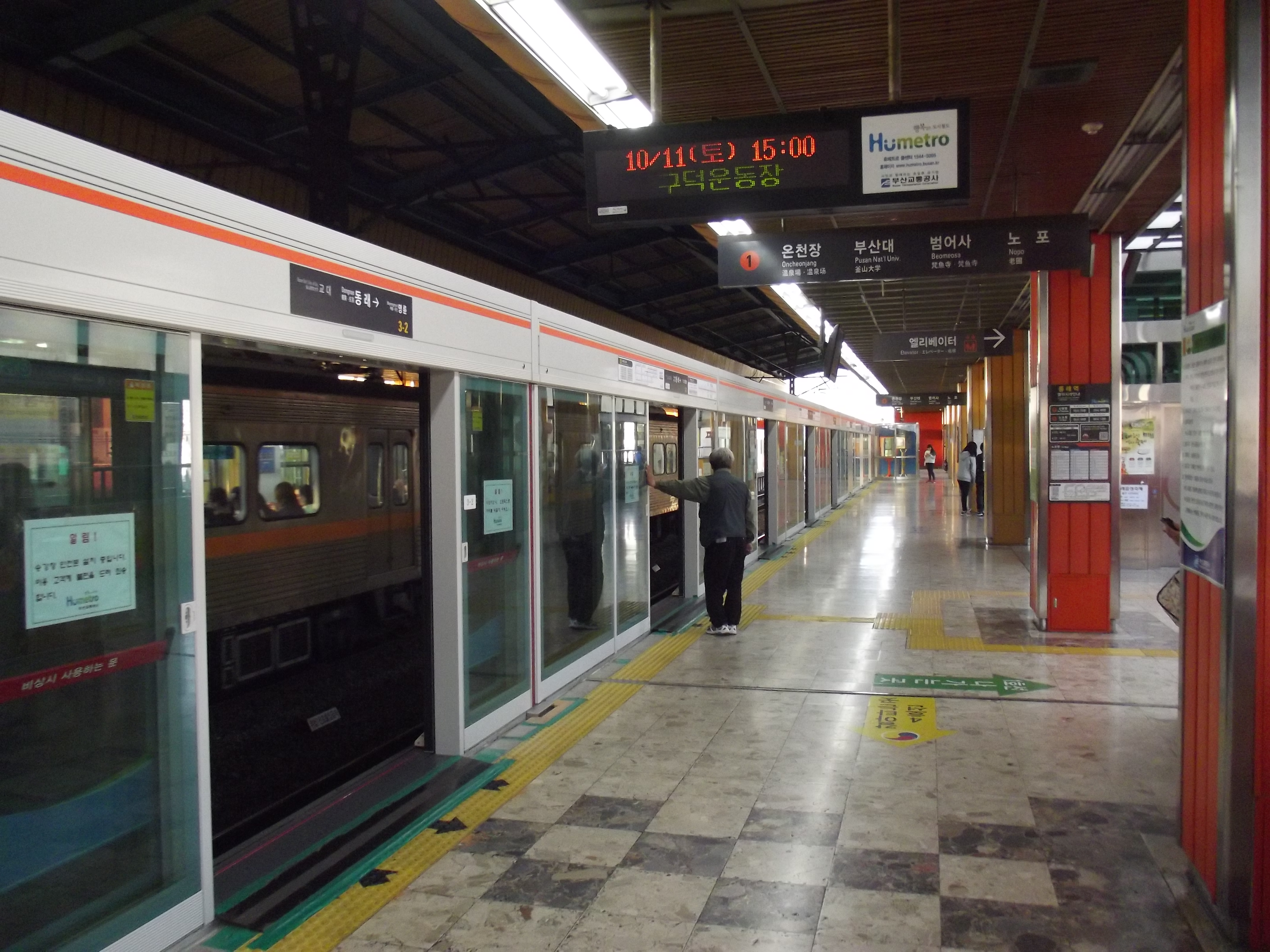
1号線下りホーム（2014年10月）
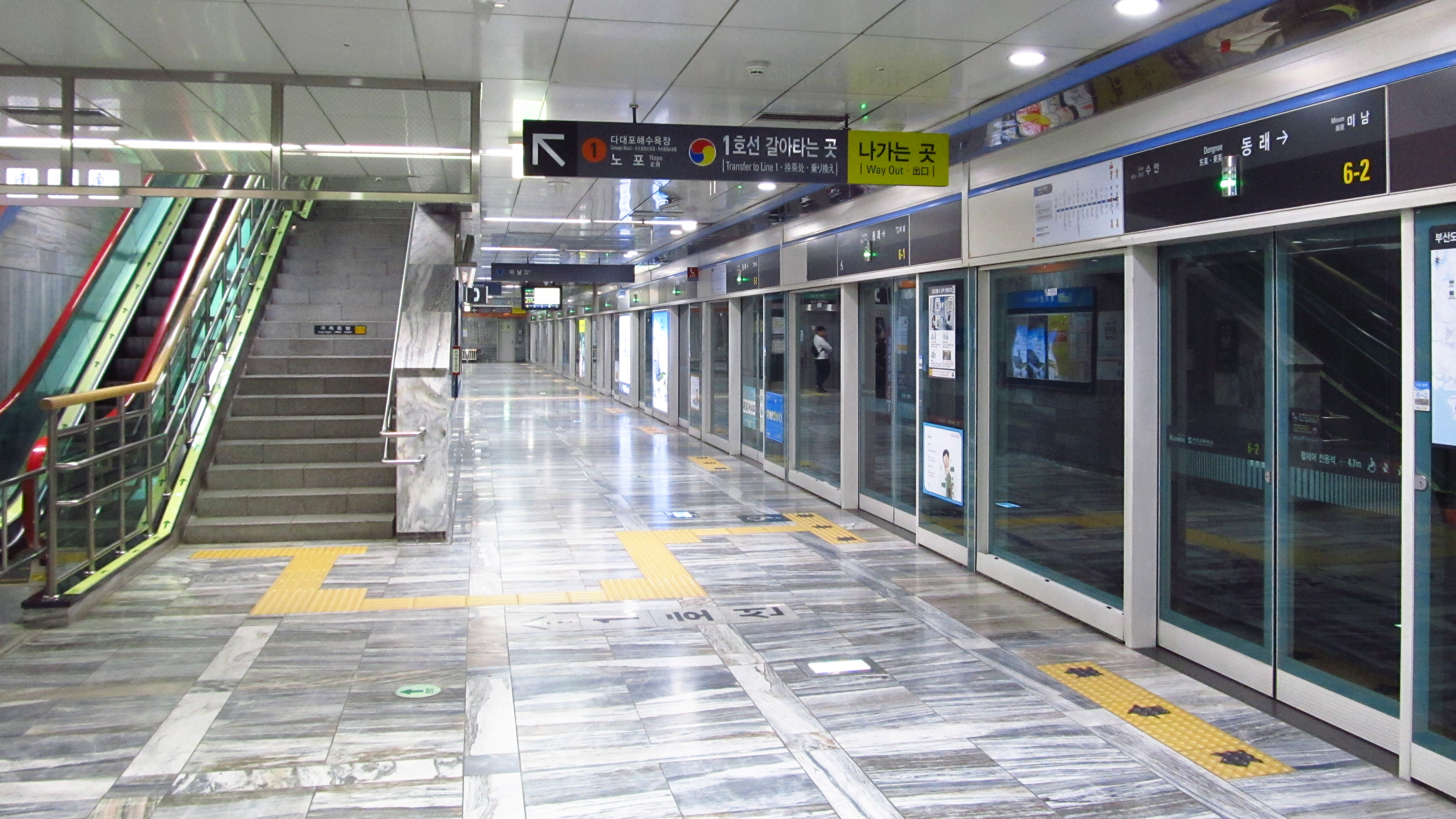
4号線上りホーム（2018年4月）
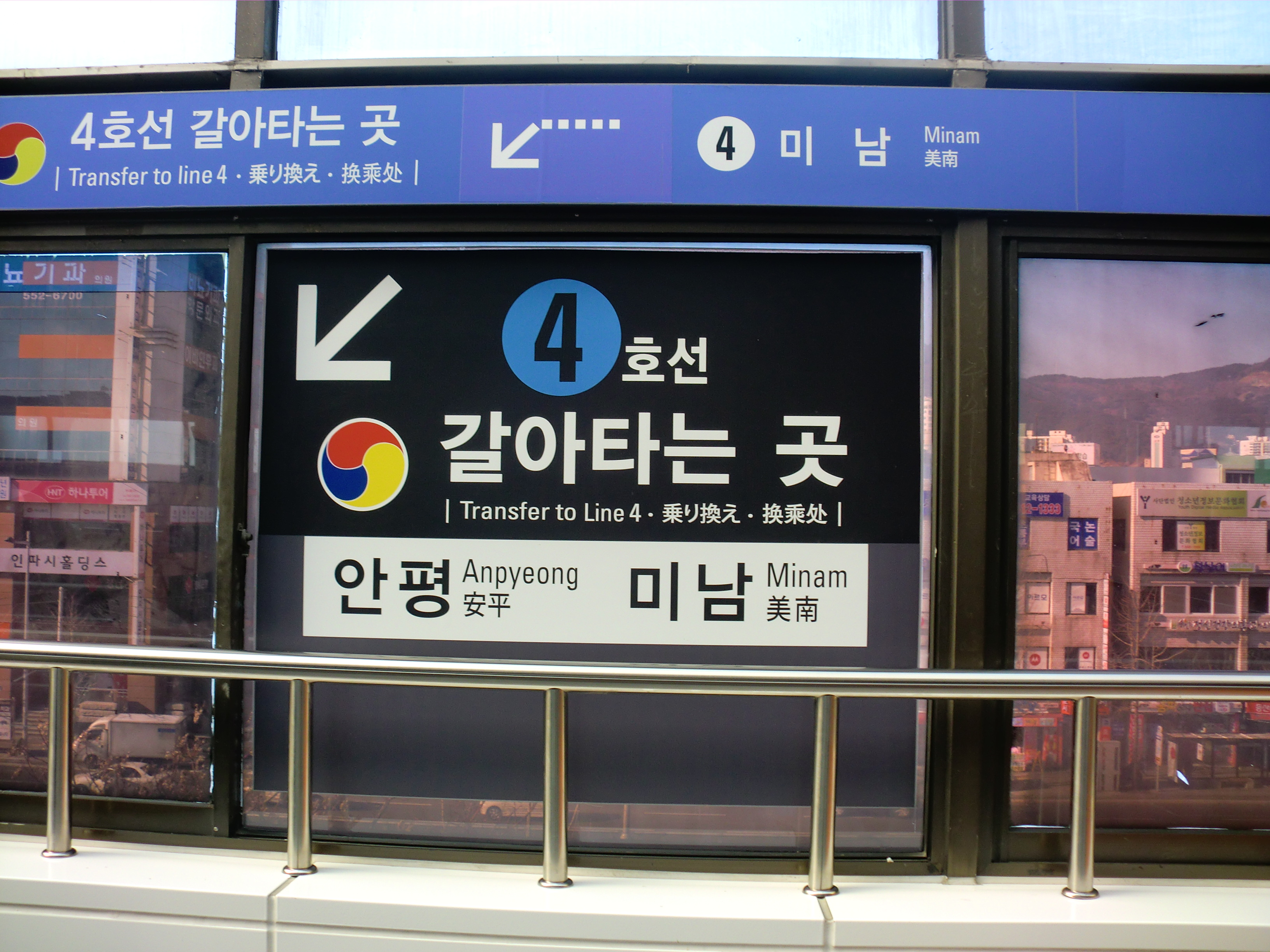
4号線への乗り換え案内
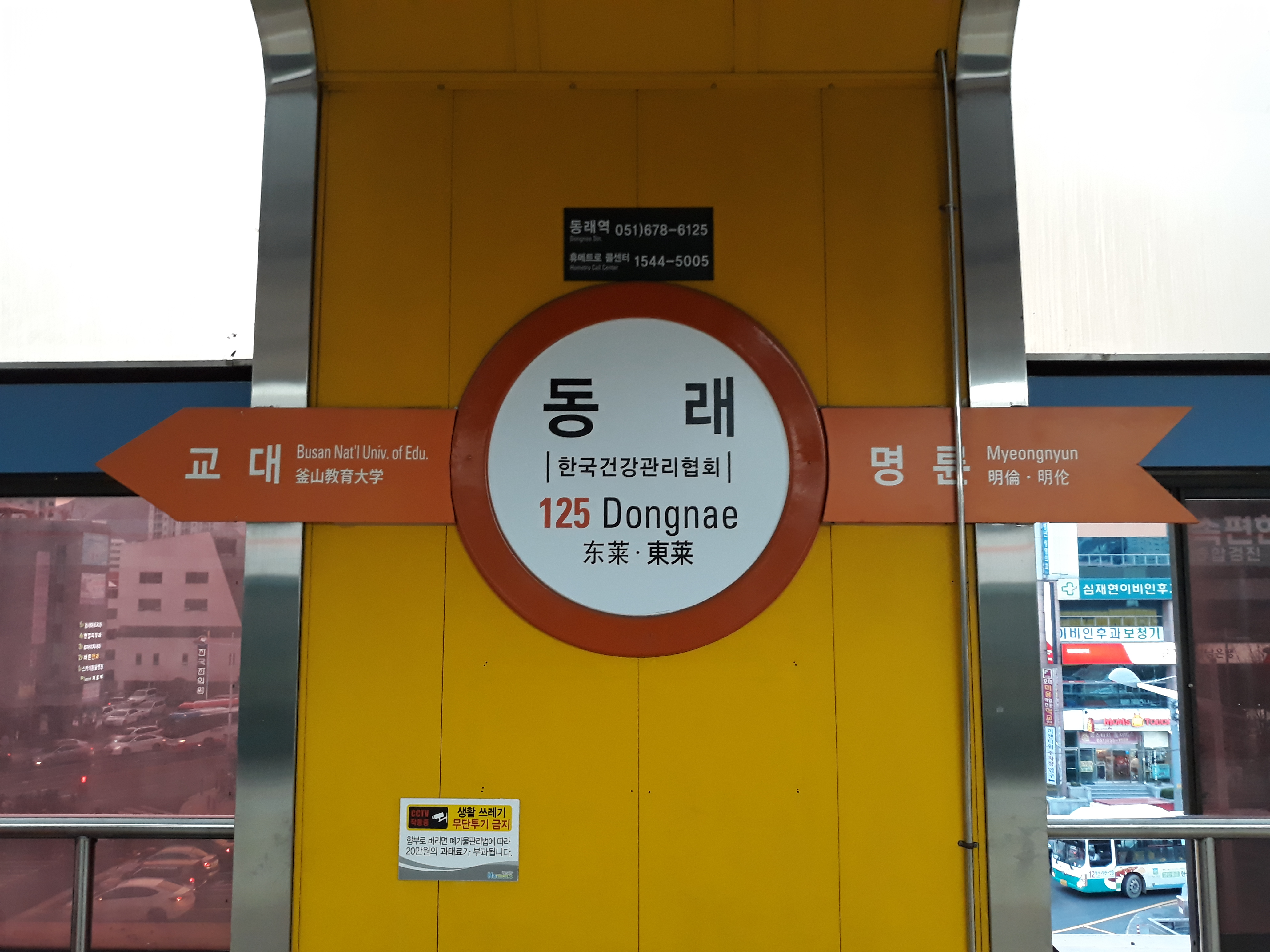
1号線の駅名標
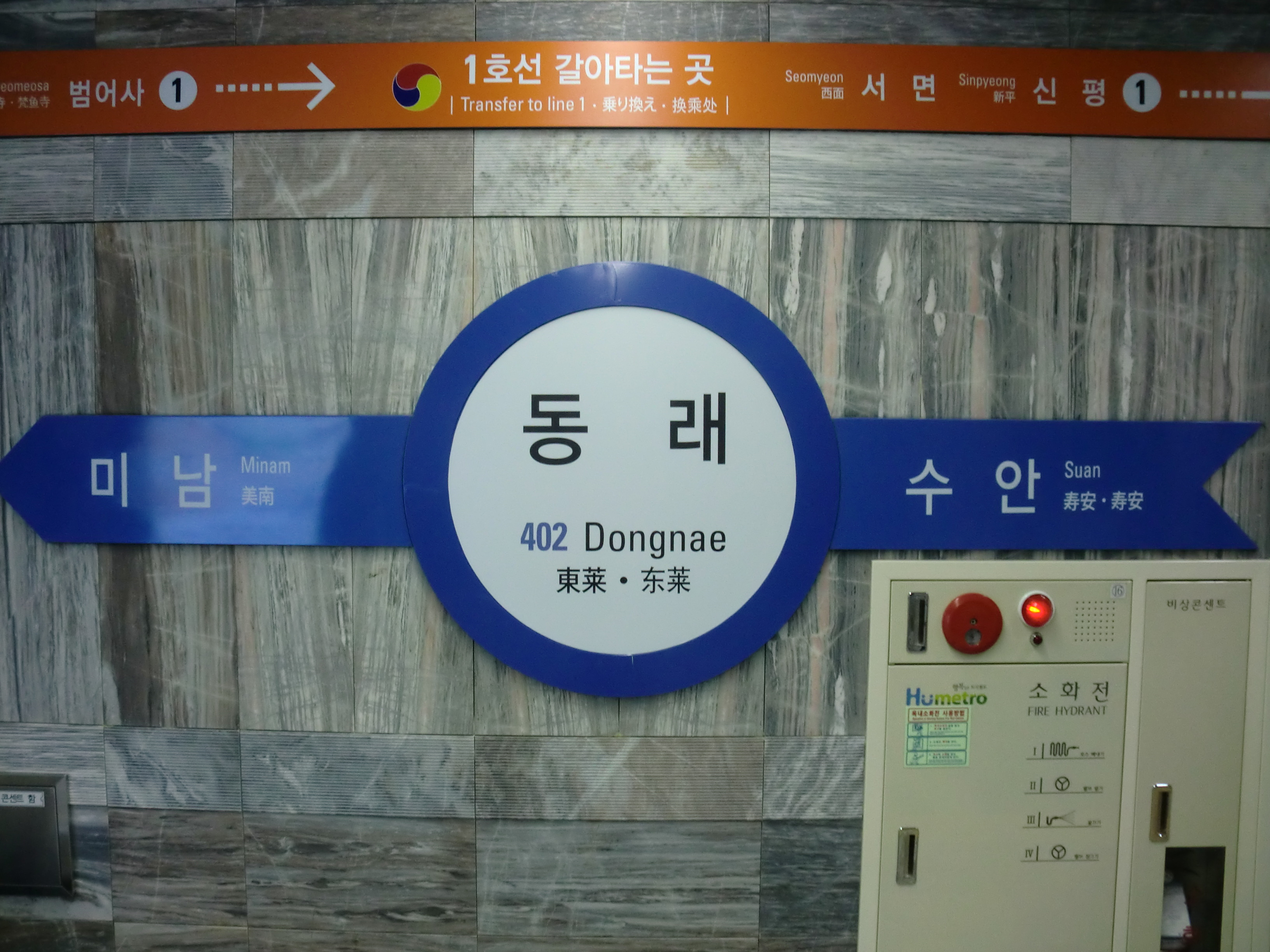
4号線の駅名標
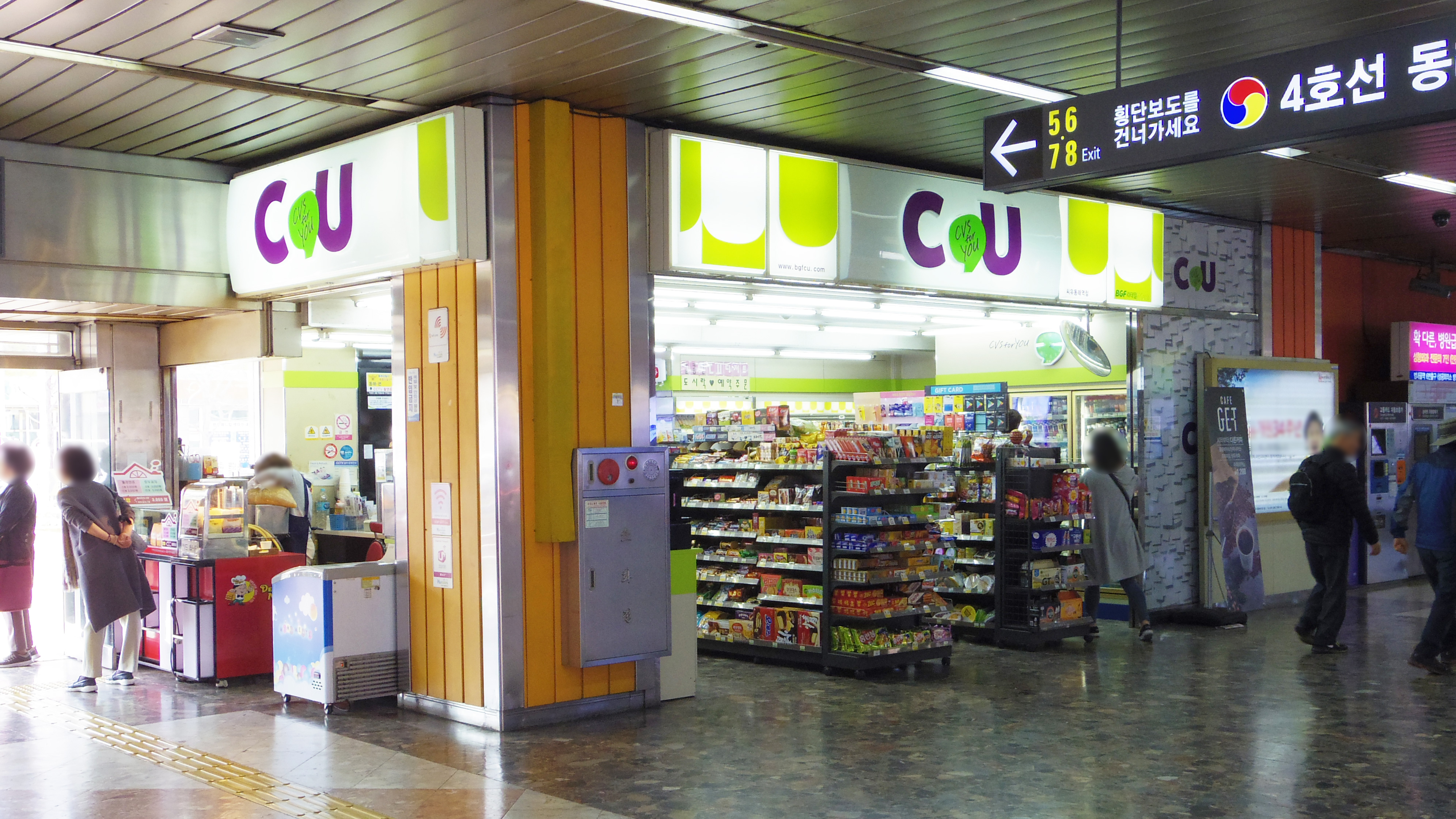
CU東萊駅店（2018年4月）

## 駅周辺
韓国鉄道公社東海線の東萊駅は、当駅ではなく楽民駅が最寄りである。
- 韓国健康管理協会釜山市支部
- 東萊区庁
- 釜山地方気象庁
- 菜山初等学校（朝鮮語版）
- 明倫初等学校（朝鮮語版）
- 美南初等学校（朝鮮語版）
- 東萊中学校（朝鮮語版）
- 釜山菜城中学校（朝鮮語版）
- 釜山中央女子高等学校（朝鮮語版）
- 大同病院
- 慶南銀行東萊支店
- 釜山銀行菜城支店
- 国民銀行明倫洞支店
- メガマート（朝鮮語版）東萊店
- 東萊郷校（朝鮮語版）

## 隣の駅
釜山交通公社
 1号線
教大駅 (124) - 東萊駅(125) - 明倫駅 (126)
 4号線 
美南駅 (401) - 東萊駅 (402) - 寿安駅 (403)